# کلوین جک
کلوین جک (انگلیسی: Kelvin Jack؛ زادهٔ ۲۹ آوریل ۱۹۷۶) یک بازیکن فوتبال اهل ترینیداد و توباگو است.
وی همچنین در تیم ملی فوتبال ترینیداد و توباگو بازی کرده‌است.